# Simeon Datumanong
Simeon A. Datumanong (Maganoy, 17 juni 1935 - Quezon City, 28 februari 2017) was een Filipijns politicus. Datumanong was onder meer lid van het Filipijns Huis van Afgevaardigden, Minister van Publieke Werken en Snelwegen en Minister van Justitie. Ook was hij lid van het parlement van de autonome Regio ARMM en lid van het Batasang Pambansa. Tevens was hij gouverneur van Cotabato en van Maguindanao.

## Biografie
Simeon Datumanong werd geboren op 17 juni 1935 in Maganoy (Shariff Aguak) in de Filipijnse provincie Maguindanao op het zuidelijk gelegen Mindanao. Zijn ouders waren Dundoy Datumanong en Salaman Ampatuan. Na zijn middelbare schoolopleiding op Cotabato High School in Cotabato City voltooide Abraham Tolentino in 1959 een Bachelor opleiding Rechten aan de University of the Philippines.
De politieke carrière van Datumanong begon op lokaal niveau als provincieraadslid van de provincie Cotabato van 1963 tot 1967. In 1967 was hij korte tijd vice gouverneur en aansluitend van 1967 tot 1971 gouverneur van Cotabato. Van 1973 tot 1975 was Datumanong de eerste gouverneur van de nieuwe provincie Maguindanao. Van 1975 tot 1979 was hij Regional commissioner van regio XII. In 1976 was hij lid van de delegatie die namens de Filipijnse regering met afgevaardigden van het Moro National Liberation Front het Tripoli-Akkoord van 1976 opstelde. Van 1979 tot 1984 was hij afgevaardigde in het nieuwe regionale parlement van de autonome regio ARMM. In 1984 werd hij gekozen in het regulier Batasang Pambansa, het Filipijns parlement in de laatste periode van Ferdinand Marcos. Dit parlement hield op te bestaan na de val van Marcos door de EDSA-revolutie.
Bij de verkiezingen van 1992 werd Datumanong gekozen in het Filipijns Huis van Afgevaardigden als afgevaardigde van het 2e kiesdistrict van Maguindanao. Nadat hij in 1995 en 1998 werd herkozen werd Datumanong na afloop van zijn termijn als afgevaardigde benoemd tot minister van Publieke Werken en Snelwegen. Begin 2003 werd hij benoemd tot minister van Justitie. Aan het einde van hetzelfde jaar diende hij echter al zijn ontslag in. Bij de verkiezingen van 2007 werd Datumanong opnieuw gekozen in het Huis van Afgevaardigden. In 2010 werd hij nog herkozen voor een nieuwe driejarige termijn tot 2010.
Datumanong overleed in 2017 op 81-jarige leeftijd in het Philippine Heart Center. Hij was sinds 1960 getrouwd met Sigrid De Guzman en kreeg samen met haar vier kinderen.